# يوهان إلياس شليغل
يوهان إلياس شليغل (بالألمانية: Johann Elias Schlegel)‏ هو ناقد أدبي وكاتب مسرحي وكاتب وشاعر ألماني، ولد في 17 يناير 1719 في مايسن في ألمانيا، وتوفي في 13 أغسطس 1749 في Sorø ‏ في الدنمارك.

## وصلات خارجية
- يوهان الياس شليغل على موقع الموسوعة البريطانية (الإنجليزية)